# Marchand d'art
Cet article court présente un sujet plus développé dans : Marché de l'art.
Un marchand d'art est une personne ou une entreprise qui achète et vend des œuvres ou objets d'art.
Cette activité commerciale structurée obéit à des réglementations à la fois locales et internationales. Le marchand d'art peut se spécialiser selon un genre, une époque. Il peut être antiquaire, faire dans l'ancien ou représenter un artiste vivant en tant que galerie sur rue ou en ligne, et n'être qu'un intermédiaire entre le producteur et d'autres acteurs du marché de l'art tels que par exemple les maisons de ventes aux enchères. En général, les gros marchands d'art se rencontrent dans le cadre de foires ou manifestations thématiques ou généralistes.

## Histoire

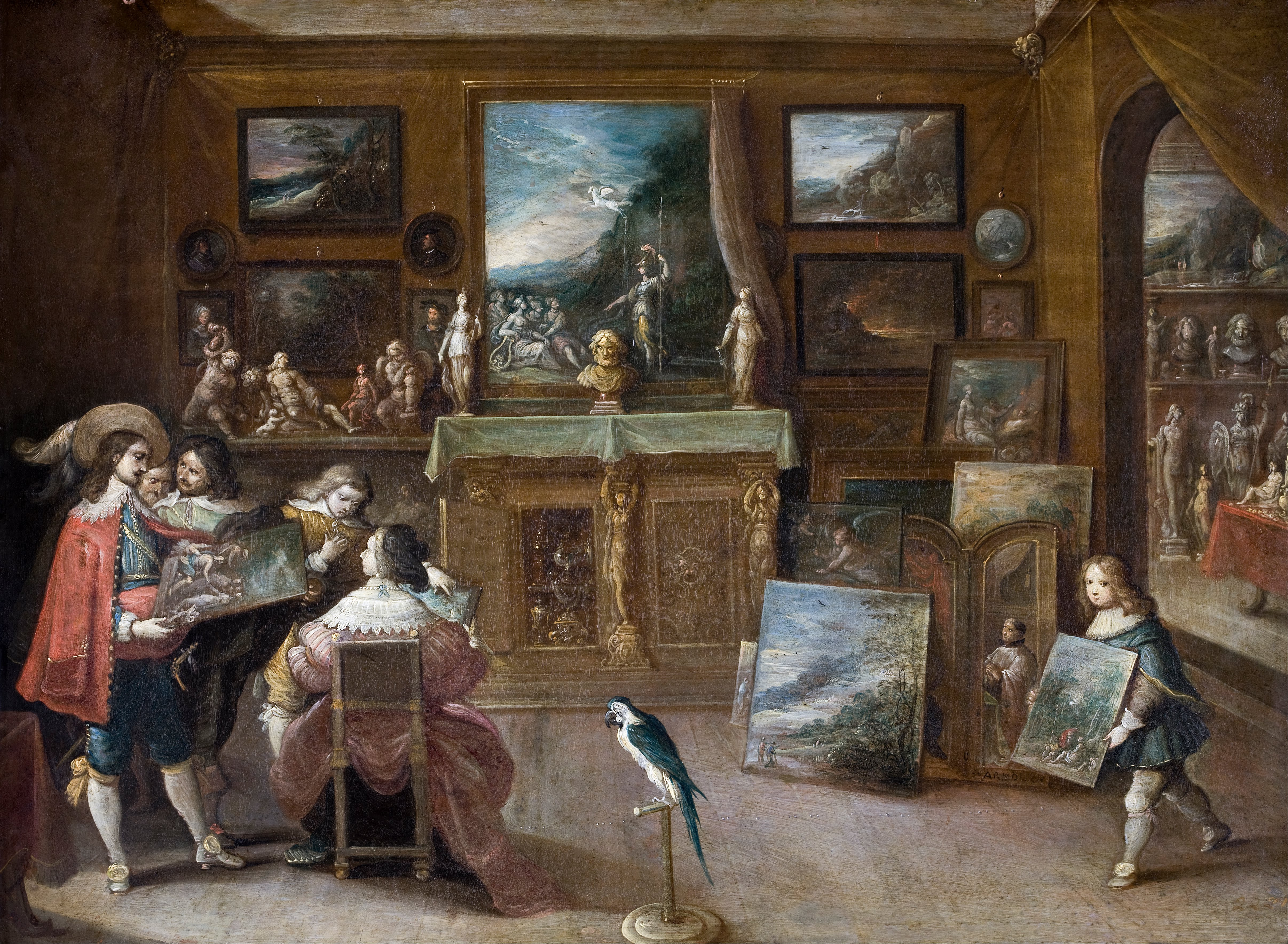
Frans Francken II, Une visite chez le marchand d'art (1636), Stockholm, musée Hallwyl.

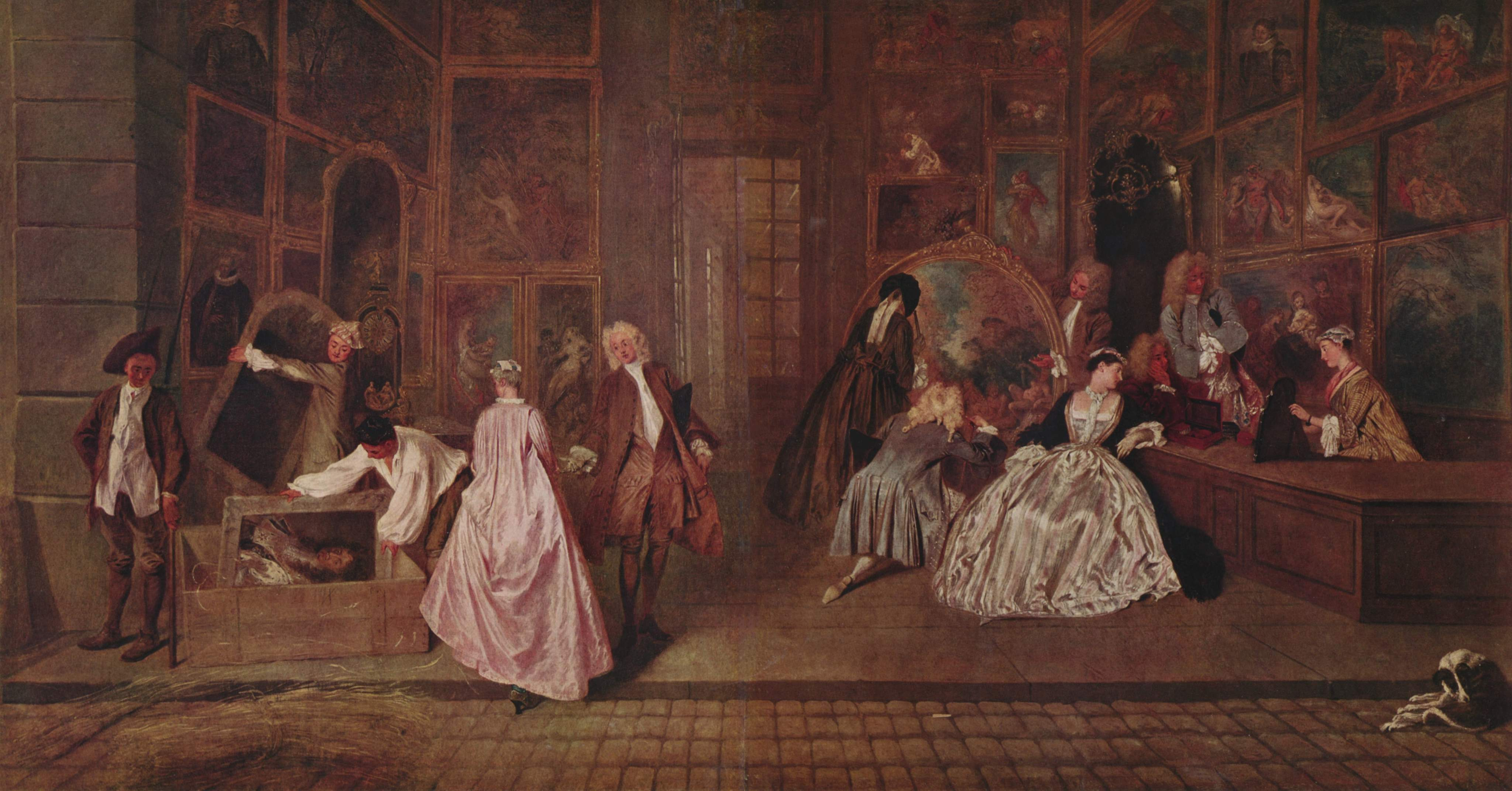
Antoine Watteau, L'Enseigne de Gersaint (1720), Berlin, château de Charlottenbourg.

Les premiers véritables marchands apparaissent en Occident au moment de la Renaissance, entre Florence et Venise (villes réputées chères) et Bruges (bon marché). Ils servent d'intermédiaire entre l'acheteur — de gros négociants spécialisés dans le commerce de la laine et des épices — et l'artiste, lequel n'a pas encore le statut moderne que nous lui connaissons aujourd'hui. Pour qu'il y ait un marchand, il faut un marché et donc un lieu d'échange, les premiers furent les foires commerciales.
C'est aussi à cette époque que naît le concept de collection d'apparat, du studiolo, du cabinet de peintures ou de curiosités : princes, politiques et gros négociants accumulent des objets d'art, ils sont bientôt imités par la bourgeoisie citadine.

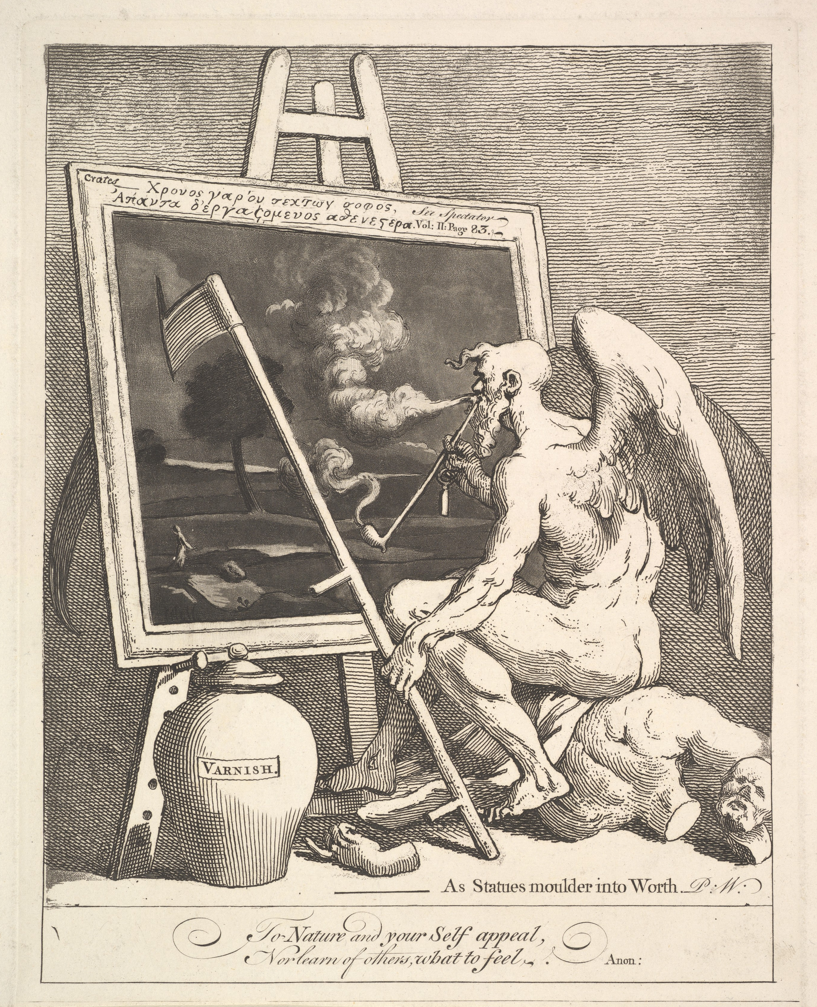
Time smocking a picture (1761), eau forte satirique d'Hogarth se moquant des marchands qui, pour enfumer l'acheteur, les abusent en vieillissant de simples copies : en même temps, l'artiste se moque de lui-même, rappelant aux amateurs que tout ce qui a l'air vieux n'est pas forcément de valeur.

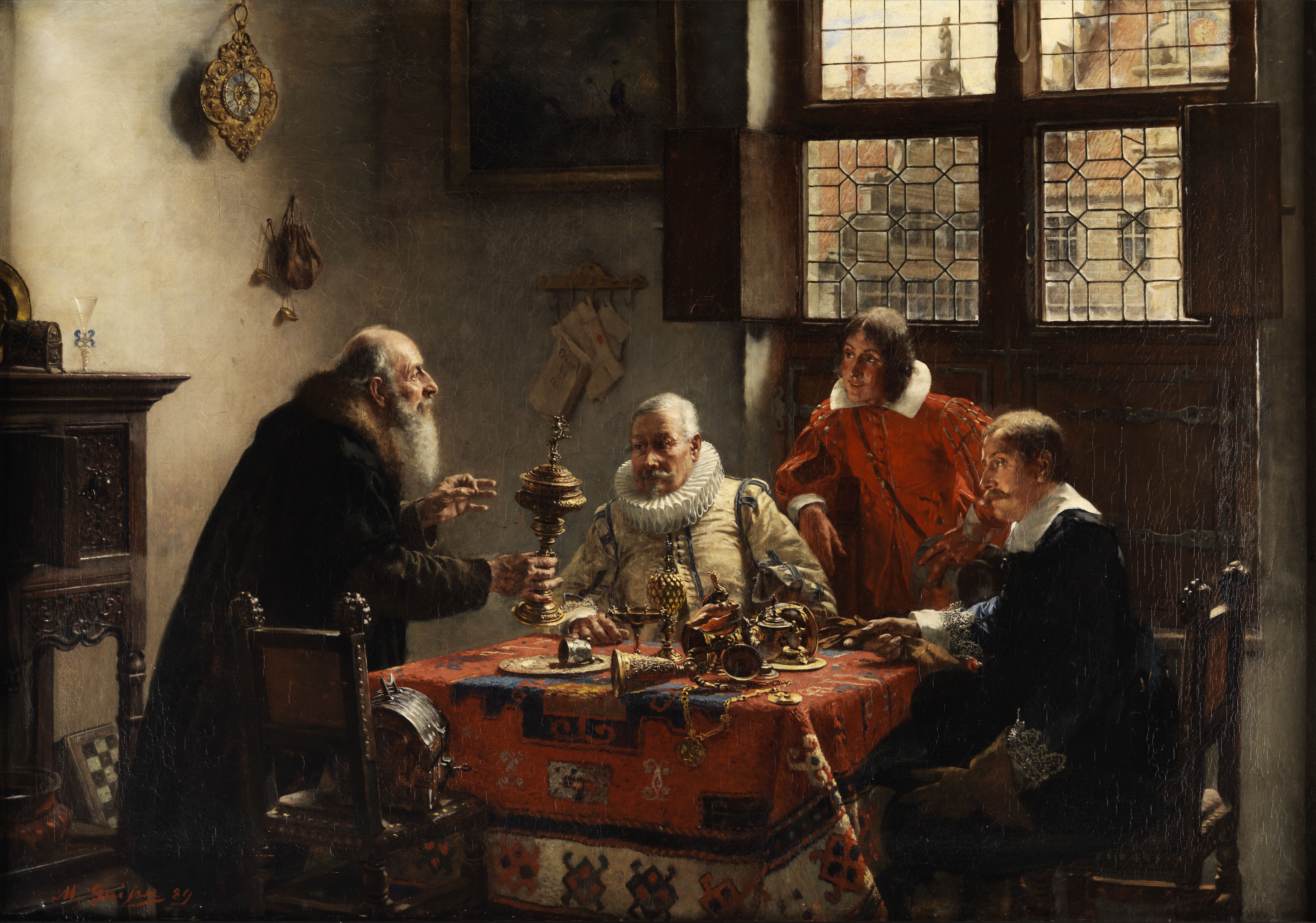
Max Gaisser, Beim Kunsthändler (Chez le marchand d'art), 1889, localisation inconnue.

La ville d'Anvers est la première à subordonner l'artiste au marchand, l'obligeant à passer par ce dernier pour les transactions, par voie de réglementation des corporations ou guildes. Cohabitent alors deux types de marchands, les spécialisés dans la vente d'œuvres nouvelles (dit « marché primaire »), et ceux qui se consacrent à la revente et à l'ancien (dit « marché secondaire »). Et c'est le développement de cette haute bourgeoisie marchande qui se consacre aux échanges internationaux qui, au XVIIe siècle, favorise son essor, notamment en Hollande, en Allemagne, en Angleterre. À Londres, se mettent en place à la fin du XVIIe siècle les différents acteurs que nous connaissons actuellement : la personne qui produit des objets d'art et qui est statutairement considérée comme telle, le vendeur, le critique d'art, l'enchère. La notion moderne d'œuvre d'art prend alors son essor. Les marchands s'adressent à une clientèle privée en direct ou à des intermédiaires qui achètent pour le compte de princes désireux de constituer une vaste collection. L'activité mécénale se dilue : tandis que le mécène cède la place au protecteur par voie de privilège, les collections peuvent être désormais directement alimentées par des marchands devenus experts en leur domaine et qui forgent le bon goût, la mode, par effet d'imitation comportementale : tel artiste, tel objet se retrouve alors plus recherché sur le marché, et des cotes sont établies. L'étude des collections du banquier Everhard Jabach montre à cette époque des liens et des montants de transactions, des réseaux de vente ténus entre des marchands installés à Paris, Londres, Amsterdam, Cologne et Francfort.
Au XVIIIe siècle apparaissent les premières expositions en galeries d'art privées, les premiers salons annuels placés sous la tutelle d'organismes corporatistes, soit à caractère privé soit directement sous l'autorité du souverain, et surtout les premières grosses ventes aux enchères (inventées à Londres par les libraires), tandis que le commerce de l'estampe explose à Paris. Les marchands ont une clientèle de « connoisseurs », d'amateurs éclairés, et commencent à produire des catalogues spécialisés, des inventaires descriptifs précieux pour l'historiographie actuelle.
Au XIXe siècle, la bourgeoisie industrielle, considérablement enrichie grâce aux progrès techniques et au faible coût du travail, investit massivement dans l'art et fait appel aux marchands. Paris est alors la capitale du marché des œuvres d'art modernes, le rendez-vous des marchands recherchant des productions d'artistes vivants. Au XXe siècle, c'est New York qui devient la place centrale, à partir de 1945 ; à la fin de ce siècle, les plus gros acheteurs deviennent les entreprises et les fonds d'investissement. Au XXIe siècle apparaît la vente en ligne.
La plus importante transaction de tous les temps concerne l'œuvre Salvator Mundi, attribuée à Léonard de Vinci, vendue en 2017 par Christie's pour la somme de 400 millions de dollars, déboursée par Mohammed ben Salmane.

## Marchands d'art notables

### XVIIesiècle
- Daniel Nijs (1572-1647)
- Hendrick van Uylenburgh
- Matthijs Musson (en) (1598–1678)
- Jan Reynst (en) (1601-1646)
- Gilliam Forchondt l'Ancien (en) (1608–1678)

### XVIIIesiècle
- Edme-François Gersaint
- Pierre-Jean Mariette
- Pierre-François Basan
- John Smith
- Lazare Duvaux
- John Boydell
- Jean-Baptiste-Pierre Lebrun
- Alexandre Joseph Paillet

### XIXesiècle
- Colnaghi (dès 1761)
- Féréol Bonnemaison (1766-1826)
- Michael Bryan

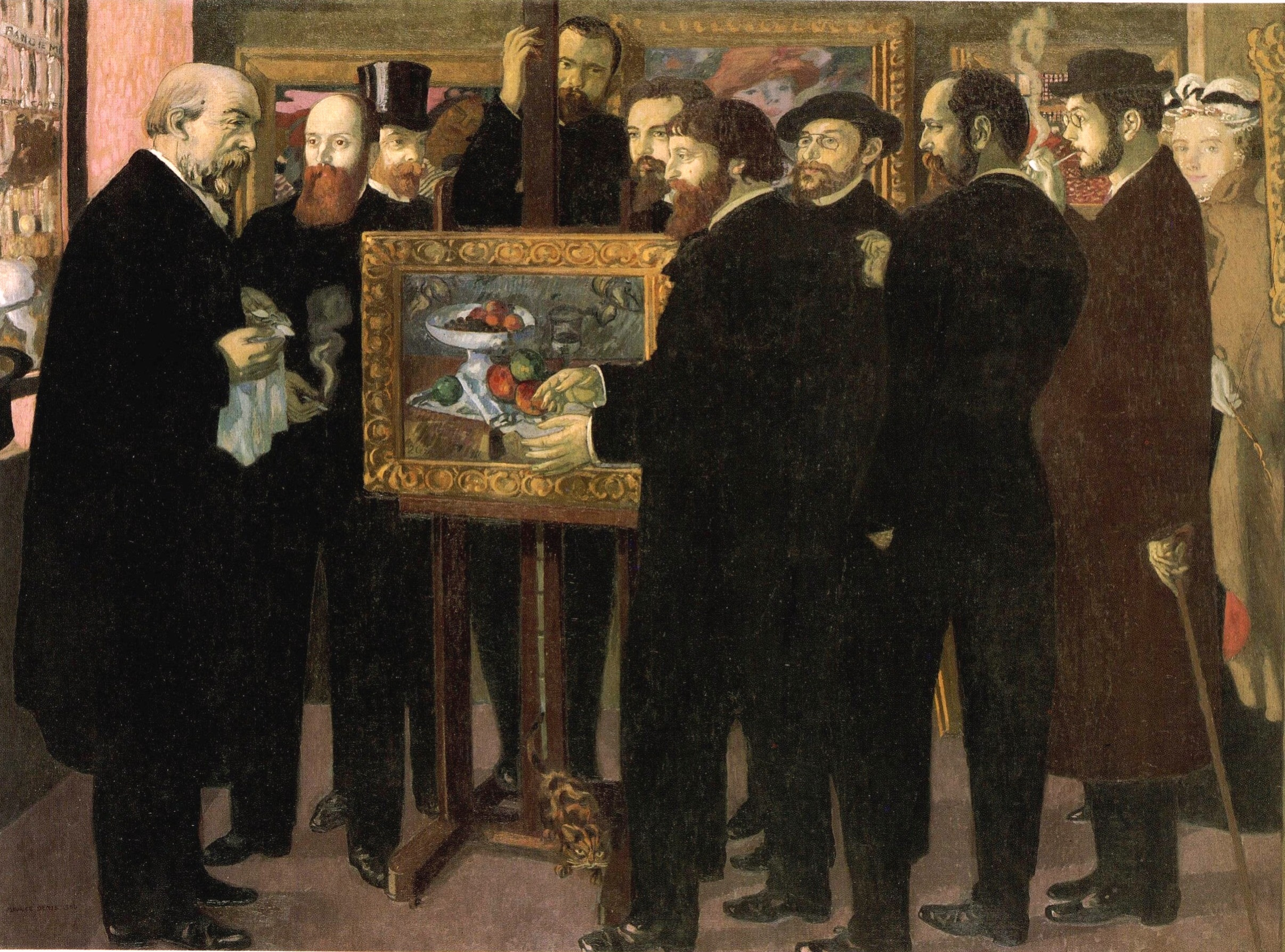
Hommage à Cézanne (1900) par Maurice Denis : Ambroise Vollard en sa galerie entouré de ses amis.

- Adolphe Goupil de Goupil & Cie (dès 1827)
- Elmire Lanafoërt-Doat (1809-1880)
- Ernest Gambart (1814-1902)
- Louis Adolphe Beugniet (1820-1893)
- Michael Knoedler (dès 1848)
- Williams & Everett (en) (dès 1855)
- Bernheim Frères (dès 1863)
- Athanasios Rhousopoulos (1823-1898)
- William Agnew (1er baronnet) (1825-1910)
- Charles Sedelmeyer (1837-1925)
- Paul Durand-Ruel (1831-1922)
- Siegfried Bing (1838-1905)
- Louise Doat-Sabail (1844-1892)
- Frederick Keppel (1845-1912)
- Hayashi Tadamasa (1853-1906)
- Nathan Wildenstein (1851-1934)
- Georges Petit (1856-1920)
- Ambroise Vollard (1866-1939)

### XXesiècle
- Jacques Seligmann (1858–1923)
- Berthe Weill (1865-1951)
- Sadajirō Yamanaka (1866-1936)
- Eugène Druet (1867-1916)
- Joseph Duveen (1869-1939)
- Wilhelm Uhde (1874-1947)
- Georges Demotte (1877-1923)
- Léonce Rosenberg (1879-1947) et Paul Rosenberg (1881-1959)
- Max Moos (1880-1976)
- Ching Tsai Loo (1880-1957)
- Daniel-Henry Kahnweiler (1884-1979)
- Hugo Perls (1886-1977) et Klaus Perls (en) (1912–2008)
- Paul Guillaume (1891-1934)
- Georges Wildenstein (1892-1963)
- Sidney Janis (1896-1989)
- Samuel M. Kootz (1898-1982)
- Edith Halpert (en) (1900–1970)
- Betty Parsons (1900-1982)
- Pierre Matisse (1900-1989)
- Aimé Maeght (1906-1981)
- Julien Levy (1906-1981)
- Alexandre Iolas (1907-1987)
- Leo Castelli (1907-1999)
- Ileana Sonnabend (1914-2007)
- Heinz Berggruen (1914-2007)
- Iris Clert (1918-1986)
- Daniel Cordier (1920-2020)
- André Emmerich (en) (1924-2007)
- Jan Krugier (1928-2008)
- Marian Goodman (née en 1928)
- Martha Hopkins Struever (en) (1931-2017)
- Yvon Lambert (né en 1936)
- Arne Glimcher (né en 1938)
- Bruno Bischofberger (né en 1940)
- Charles Saatchi (né en 1943)
- Larry Gagosian (né en 1945)
- Karsten Greve (né en 1946)
- Mary Boone (en) (née vers 1952)

### XXIesiècle
- Jorge Coll (né en 1978)
- Jay Jopling (né en 1963)
- Ursula Hauser et Manuela Wirth (Hauser & Wirth)
- Pearl Lam (en)
- Kamel Mennour (né en 1965)
- Fabrizio Moretti (art dealer) (en) (né en 1976)
- Emmanuel Perrotin (né en 1968)
- Eva Presenhuber (en)
- Almine Rech
- Thaddaeus Ropac (né en 1960)
- David Zwirner